# Alvick Maharaj
Alvick Avhikrit Maharaj, né vers 1984, est un homme d'affaires et homme politique fidjien.

## Biographie
Issu d'une famille pauvre, il est le plus jeune de quatre enfants. Il grandit à Labasa avant de s'installer à Nausori. Il étudie la pharmacie à l'École de médecine des Fidji, et ouvre sa propre pharmacie à Suva en 2009, à l'âge de 25 ans. Il en ouvre par la suite une deuxième, devient le directeur général d'une troisième, et directeur général également d'une entreprise de grossiste,. Il est élu député au Parlement des Fidji aux élections législatives de septembre 2014, représentant le parti Fidji d'abord. Simple député lors de cette première législature, il est réélu lors des élections de novembre 2018. Il est alors nommé whip du parti, chargé de maintenir la discipline gouvernementale au sein de la majorité parlementaire. Il est, dans le même temps, fait ministre-assistant auprès de Parveen Bala, le ministre de l'Emploi, de la Productivité et des Relations sociales, ainsi que de la Jeunesse et des Sports.
Le parti Fidji d'abord perd le pouvoir aux élections de 2022, auxquelles Alvick Maharaj est toutefois confortablement réélu député. Il siège dès lors sur les bancs de l'opposition face au gouvernement de Sitiveni Rabuka. 
Le 31 mai 2024 il est exclus du parti avec seize autres députés pour s'être abstenu lors du vote au Parlement d'une hausse substantielle des salaires des députés, en violation d'une directive du parti qui exigeait que ses députés votent contre. Il perd ainsi son siège de député en application de l'article 63(h) de la Constitution des Fidji qui dispose que le siège d'un député devient vacant si ce député vote en contradiction avec la directive de son parti, ou s'abstient sans autorisation du parti. 